# Bacan
Bacanön (indonesiska: Pulau Bacan, nederländska: Batjan Eiland) är en ö i Maluku Utaraprovinsen i Indonesien i västra Stilla havet. Det är den största ön i ögruppen Bacanöarna (Kepulauan Bacan).

## Geografi
Bacanön är en del i Moluckerna och ligger cirka 2 200 km nordöst om Djakarta och cirka 120 km söder om huvudön Ternate. De geografiska koordinaterna är 0°37′ S och 127°29′ Ö.
Ön har en area om cirka 5 416 km² och täcks till stora delar av tropisk regnskog. Ön är huvudön i Bacanöarna med andra större öar som Kasiruta i nordväst och Madioli i väst samt ytterligare ett 80-tal mindre öar.
Bacanön har cirka 23 000 invånare och huvudorten heter Labuha på öns västra del. Den högsta höjden är Gunung Sibela på cirka 2 111 m ö.h.
Förvaltningsmässigt är ögruppen en del av "kabupaten" (distrikt) Halmahera Selatan (Södra Halmahera).
Ön har en flygplats Labuha (flygplatskod "LAH") för lokalt flyg.

## Historia
Bacanön beboddes troligen av melanesier redan cirka 1500 f Kr. Ön blev ett eget sultanat kring 1322 . Portugiserna anlände 1558 och byggde då ett fort på ön. Fortet erövrades 1609 av holländare från Vereenigde Oostindische Compagnie (Holländska Ostindiska Kompaniet) som behöll den lokale monarken men underställde ön sultanen på Ternate.
1859 besöktes ön av den brittiske forskningsresanden Alfred Russel Wallace.
Kring 1889 överfördes det lokala styret från sultanen till ett öråd under ledning av Nederländernas representant
Nederländerna behöll kontrollen över ön, förutom en kort tid under andra världskriget då området ockuperades av Japan, fram till Indonesiens självständighet 1949.